# Gene Sharp
Gene Sharp (Ohio, 21. veljače 1928.) osnivač je američke udruge "Albert Einstein Institution", koja je neprofitabilna civilna udruga, dok je on sam nazivan Machiavellijem nenasilja i Clausewitcem nenasilnog ratovanja.

## Diplome
Gene Sharp je rođen u imućnoj bostonskoj obitelji 1928. godine, što mu je omogućilo najbolje moguće školovanje tako, da na Oxfordu prije svoga 25 rođendana dobiva dvije sveučilišne diplome iz sociologije, kojima će dodati 1968. godine i titulu doktora političke teorije.

## Teorija
Osnovni temelj svih radova Gene Sharp čini istraživanje uspjeha nenasilne borbe Gandhija protiv britanske vlasti nad Indijom kao i u manjem dijelu uspjeh također nenasilne borbe Henry David Thoreau za ukidanje ropstva u SADu. 
Prvo i vjerojatno najvažnije djelo Sharpa je knjiga "The Methods of Nonviolent Action" iz 1973. godine u kojoj pruža pragmatičnu političku analizu nenasilnih akcija protiv vlasti. Osnovna teorija te i drugih njegovih knjiga je, da temelj vlasti je poslužnost stanovnika prema njoj tako, da ako stanovnici ne slušaju vlast, ona gubi svoju moć. 

## Revolucije/pučevi
Iako do prvog uspjeha djela Gene Sharpa dolazi 1991. godine u doba raspada SSSRa, kada vlade tadašnjih sovjetskih republika Estonije, Latvije i Litve rabe njegovu knjigu o civilnoj obrani u svom uspješnom pokušaja borbe za samostalnost 1991. godine, on će svoju slavu steći tek tijekom obojenih revolucija za oslobođenje od diktatura.
Prva od tih revolucija je srpska, kada Otpor koristi njegovu knjigu "iz diktature u demokraciju" i obuku koju njezini članovi dobivaju od "Albert Einstein Institution" za demonstracije 5. listopada 2000. i svrgavanje Slobodana Miloševića. Prije svega ova knjiga, a potom i drugi Sharpovi su korišteni za "revolucije" u Gruziji, Ukrajini, Kirgistanu, Moldaviji i pokušaje državnog udara u Bjelorusiji (2005.), Iranu (2009.), Kini (1989.), Venezueli itd.... 
Oleg Kirijenko iz pokreta Pora koji je doveo na vlast u Ukrajini Juščenka je za Nizozemski radio 2004. izjavio:
"Biblija Pore je bila Sharpova knjiga Iz diktature u demokraciju koja je rabljena i u Srbiji od Otpora".
Vremenski posljednje revolucije, koje se pozivaju na Sharpov rad su one u arapskim državama, koje su uspjele oboriti doživotne diktatore Egipta i Tunisa s vlasti.